# Specchia (Steingrab)

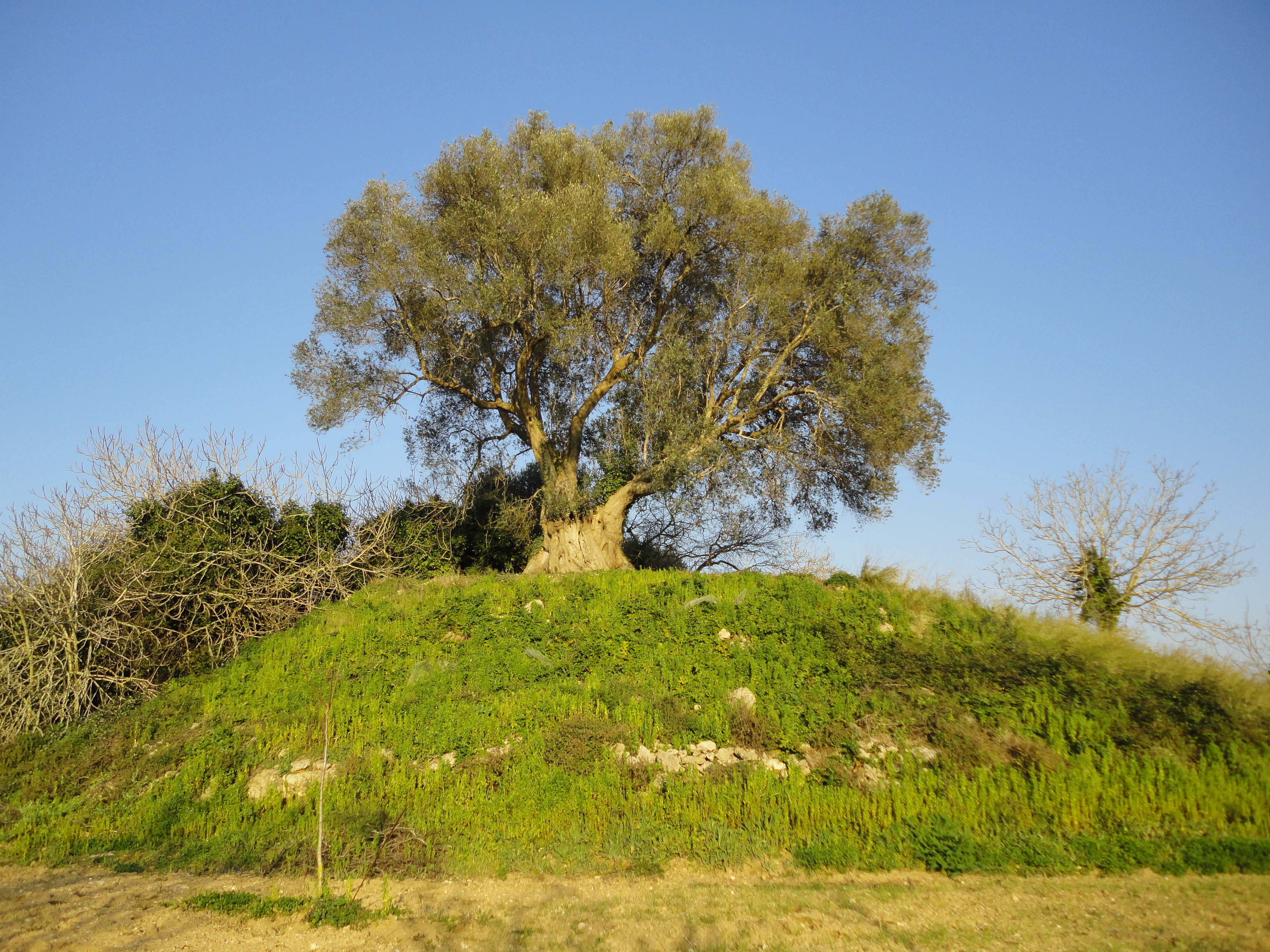
Specchia von Supersano

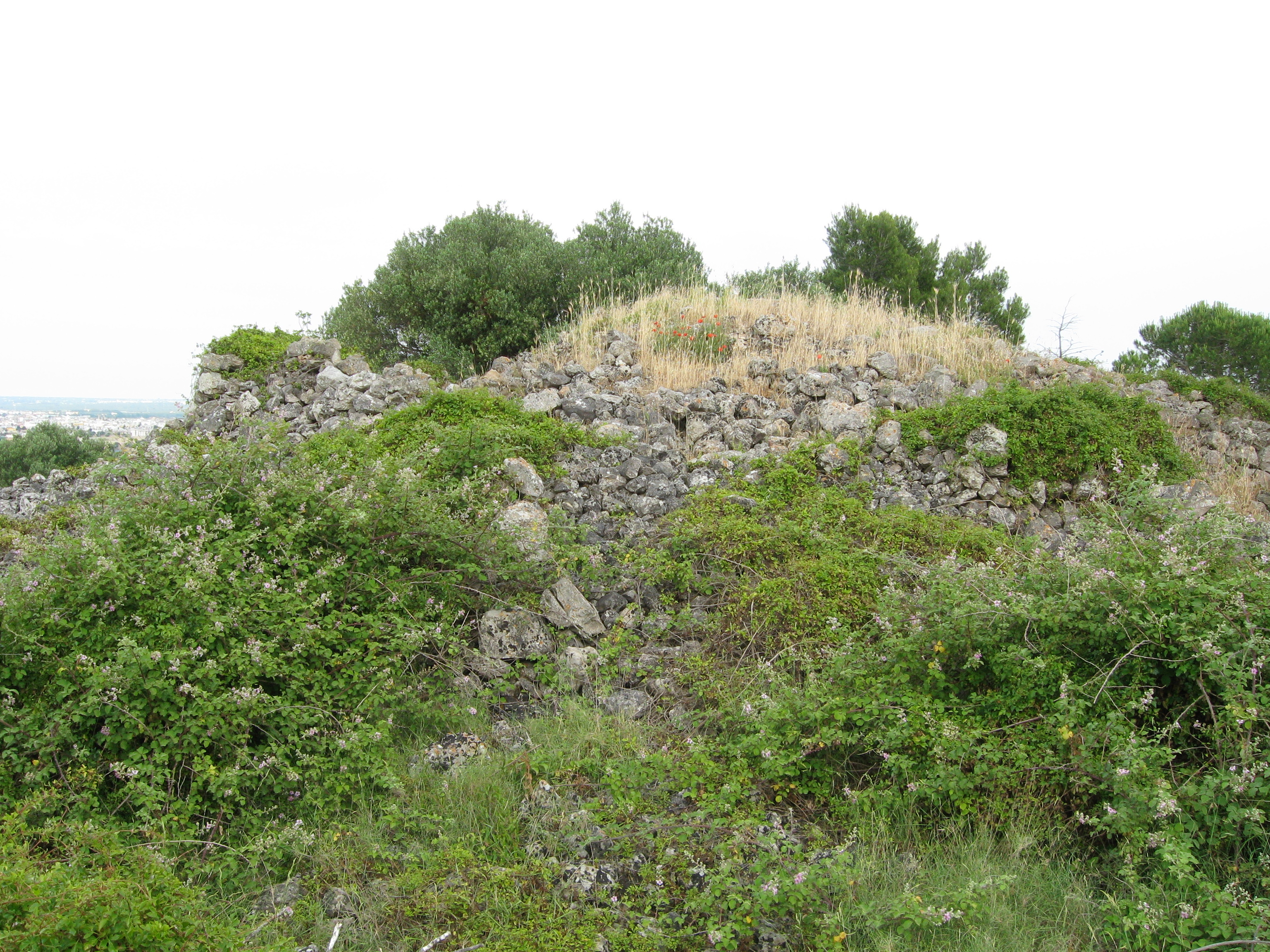
Specchia von Racale

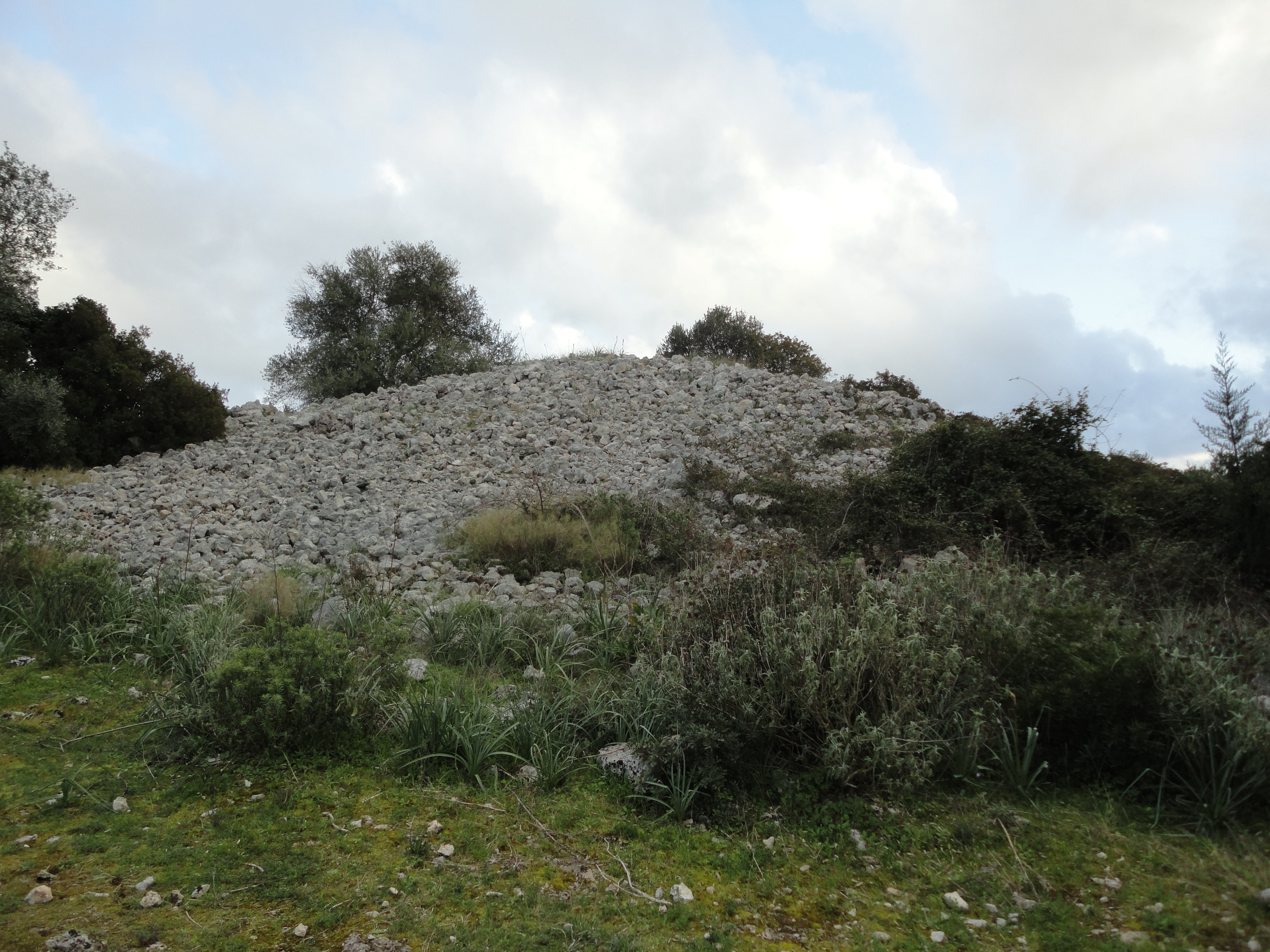
Specchia Silva di Taurisano bei Lecce

Specchia (plur. Specchie) ist der italienische Name für Steinhügel (nach Art nordischer Rösen oder westeuropäischer Cairns) aus Kalkstein, die in Apulien vor allem im Norden und im Salento über vorzeitlichen Bestattungen gefunden werden. 
In den meisten Fällen bilden sie einfache, kleinere über das Land verstreute runde oder ovale Steinhaufen und erreichen Höhen von vier Metern und Durchmesser von zehn bis fünfzehn Metern. Im Salento erreichen einige Steinhügel mehr als zehn Meter Höhe. Die Specchia Miano (bei Ceglie Messapica) hat einen Durchmesser von zwanzig Metern bei einer Höhe von elf Metern. Ihr Name stammt aus dem Mittelalter und ist wahrscheinlich von dem lateinischen Specula abgeleitet und entspricht einer angenommenen Nutzung als Ausguck. 
Während man früher annahm, dass sie Hinterlassenschaften der eisenzeitlichen Messapier waren, geht man heute davon aus, dass sie älter sein können, aber eine Datierung steht noch aus.
Specchia ist auch eine Gemeinde in der Provinz Lecce.
Bei den Thesen über ihre Funktion haben die Archäologen mehrere Theorien aufgestellt. Die Mehrzahl nimmt eine Funktion als Bestattungsplätze ähnlich der Dolmen an, mit denen sie oft vergesellschaftet sind. Hier führten allerdings Rampen in die oberen Regionen. Die Rampen sind nur teilweise erhalten wie bei den Specchie von Castelluzzo, Capece und Talene. Einige Untersuchungen belegen in größeren Hügeln Bestattungen in Steinkisten. Allerdings wurden keine Grabbeigaben gefunden, da die Anlagen seit langem beraubt waren. Derzeit sind etwa 40 Specchie in gutem Zustand, die ansehnlichsten liegen in Martano, Presicce, Ruffano und Zollino. 
Das Material, mit dem viele Specchie aufgeführt worden sind, waren offensichtlich Feldsteine, die den Anbau störten und daher angehäuft wurden oder für andere Konstruktionen (zum Beispiel Trulli und Trockenmauern) verwendet wurden. Aber diese Funktion erfüllte vielleicht nur einen Nebenzweck. Einige Wissenschaftler haben in Bezug auf die flache Landschaft des Salent eine Funktion der Specchie als Ausguck vorgeschlagen. Eine unbelegte Hypothese besagt, dass die Specchie in dieser trockenen Region als Kondensatoren dienten. Der nächtliche Temperaturrückgang würde die Ansammlung von Wasser begünstigen.